# Écriture automatique
Écriture automatique (zapis automatyczny) – rodzaj zapisu polegający na tworzeniu przypadkowych zdań i ciągów zdań, z zachowaniem zasad tradycyjnej składni, charakterystyczny dla twórczości surrealistów.
Jego pomysłodawcą był André Breton (Pierwszy Manifest Surrealizmu, 1924), który za jego pomocą chciał odtworzyć „rzeczywisty bieg myśli” pod progiem świadomości. Breton pisał: Zacznij szybko pisać bez ustalonego tematu, tak szybko, aby nic nie zachować w pamięci i nie dopuścić do siebie pokusy odczytania tego, coś dotąd napisał.
Za pierwszy utwór surrealistyczny, w którym zastosowano zapis automatyczny, uważa się Pola magnetyczne André Bretona i Phillipe’a Soupaulta z 1919 roku.